# Persoonia graminea
Persoonia graminea (лат.) — кустарник или небольшое дерево, вид рода Персоония (Persoonia) семейства Протейные (Proteaceae), эндемик юго-западного региона Западной Австралии. Прямостоячий или низкорослый кустарник с длинными линейными листьями.

## Ботаническое описание
Persoonia graminea — прямостоячий или небольшой низкорослый кустарник высотой 20-60 см. Молодые веточки покрыты сероватыми волосками. Листья линейные, 100—350 мм в длину и 2-8 мм в ширину, обычно небольшими группами в конце каждого года роста. Цветки расположены группами от десяти до двадцати пяти вдоль цветоноса длиной до 220 мм. Цветок расположен на цветоножке 2-6 мм длиной. Листочки околоцветника от яйцевидных до копьевидных, от ярко-жёлтого до зелёного цвета, длиной 4,2-4,5 мм с ярко-жёлтыми или зелёными пыльниками. Цветение происходит с ноября по январь. Плод представляет собой костянку длиной 4,5-6 мм и шириной 2-3 мм, содержащую одно семя.

## Таксономия
Впервые вид был официально описан в 1810 году Робертом Брауном по образцу, собранному им у залива Короля Георга в Западной Австралии в декабре 1801 году. Описание было опубликовано в Transactions of the Linnean Society of London.

## Распространение и местообитание
Persoonia graminea — эндемик Западной Австралии. Растёт на плохо дренированных или суглинистых почвах в болотах, пустошах и лесах в пределах 40 км от побережья между Маргарет-Ривер и Албани.

## Охранный статус
Вид классифицируется Департаментом парков и дикой природы правительства Западной Австралии как «не находящаяся под угрозой исчезновения».